# Chill-out
Chill-out (drugi nazivi: chill out, chill) skupni je pojam za nekoliko stilova elektronske glazbe. Pojam dolazi od engleskog izraza „chill out” koji u razgovornoj uporabi znači „opustiti se“.
Chill-out pojavio se u ranim 1990-im. Žanrovi vezani uz glazbeni chill-out su uglavnom ambijentalna glazba, trip-hop, nu jazz, New Age i drugi Podžanrovi Downbeata.  Chill out kao glazbeni žanr ili natpis je sinonim za nedavno populariziran pojam "glatke elektronike" i "mekog techna".

## Poznati umjetnici
Poznati glazbenici za chill-out su Chicane, Zero 7, Jenova 7 Roger Shah, Blank & Jones, Triangle Sun, Ryan Farish, José Padilla, Chris Coco, Pete Lawrence, Alex Paterson, Björk, Nujabes (Jun Seba) i Mixmaster Morris.

## Vanjske poveznice
- Soundcloud